# Noyal-Muzillac
Noyal-Muzillac (en bretó Noal-Muzilheg) és un municipi francès, situat a la regió de Bretanya, al departament d'Ar Mor-Bihan. L'any 2006 tenia 2.225 habitants.

## Demografia
| 1962                                       | 1968  | 1975  | 1982  | 1990  | 1999  |
| ------------------------------------------ | ----- | ----- | ----- | ----- | ----- |
| 1.583                                      | 1.682 | 1.640 | 1.772 | 1.864 | 1.920 |
| Des de 1962: població sense dobles comptes |       |       |       |       |       |

## Administració
| Període   | Identitat         | Partit |
| --------- | ----------------- | ------ |
| 1944-1971 | François Laudrain |        |
| 1971-1983 | Henri Surzur      |        |
| 1983-2001 | Paul Laudrain     |        |
| 2001-     | Yvon Bernard      |        |